# Công viên cảnh quan Cedynia
Công viên cảnh quan Cedynia (Cedyński Park Krajobrazowy) là một khu vực được bảo vệ (Công viên cảnh quan) ở phía tây bắc Ba Lan, giáp với Đức. Nó được thành lập vào ngày 1 tháng 4 năm 1993, theo lệnh của thống đốc (voivode) của Szczecin Voivodeship. Công viên có diện tích 308,5 kilômét vuông (119,1 dặm vuông Anh). Nó cũng có một vùng đệm (otulina) bao gồm 531,2 kilômét vuông (205,1 dặm vuông Anh).
Công viên nằm trong West Pomeranian Voivodeship, ở Huyện Gryfino (Gmina Cedynia, Gmina Chojna, Gmina Mieszkowice và Gmina Moryń). Vùng đệm của nó cũng bao gồm các phần của Gmina Trzcińsko-Zdrój và Gmina Widuchowa). Công viên nằm ở phía Ba Lan của một phần của đoạn sông Oder (Odra).
Cơ quan quản lý của Công viên được gọi là Zespół Parków Krajobrazowych Doliny Dolnej Odry ("Tổ hợp các công viên cảnh quan của Thung lũng Odra Hạ"). Cơ quan tương tự giám sát Công viên Cảnh quan Thung lũng Lower Odra, Công viên Cảnh quan Szczecin và Công viên Cảnh quan Ujście Warty.
Trong Công viên Cảnh quan có bảy khu bảo tồn thiên nhiên.